# Platymetopius complicatus
Platymetopius complicatus är en insektsart som beskrevs av Nast 1972. Platymetopius complicatus ingår i släktet Platymetopius och familjen dvärgstritar. Inga underarter finns listade i Catalogue of Life.